# Gonippa perusia
Gonippa perusia är en fjärilsart som beskrevs av Heinrich Benno Möschler 1883. Gonippa perusia ingår i släktet Gonippa och familjen nattflyn. Inga underarter finns listade i Catalogue of Life.